# 脂砚斋
脂砚斋是《红楼梦》抄本的一个批语作者。脂砚斋的批语在红学界称为“脂评”或“脂批”，有脂砚斋批语的抄本被称为“脂本”。

## 概述
據信脂砚斋曾讀過後半部（今已佚失）的原稿，并通過批语透露若干後續的事件情節。但其人究竟是谁，是男是女，生活年代，与《红楼梦》的作者（一般认为是曹雪芹）是什么关系，是否认识曹氏，甚至这些批语产生的时代，迄今未形成一致看法。
红学界主要有幾种说法：
- 作者本人说。胡適主張此說。

- 与作者关系极亲近的一位女性（即书中史湘云的原型），周汝昌持此說。

- 叔父说。在批语中每自稱「老朽」、「朽物」，而稱人為「後輩」；又甲戌本中對「秦可卿淫丧天香樓」一段文字，有「命芹溪刪去」一語，雪芹可以命令得，可見其輩份是很尊的。⋯⋯畸笏和脂硯是否一人，亦不得而知[1]。高陽認為是李煦之子李鼎[2]。曹雪芹好友明琳、明義兄弟的外甥裕瑞在〈棗窗閒筆〉中說，脂硯是曹雪芹叔父。

- 兄弟（所謂「棠村」）或堂兄弟说。

- 后世伪造出来的一个身分。

近年还出现了较少认同的张廷玉说等，和以上各种说法都缺乏文献支持。
从脂批的内容看来，脂砚斋自称与《红楼梦》的作者及其家族有着十分密切的关系（也有少数研究者认为脂批只是商家炒作所为），脂批中往往对作者的创作意图和隐喻进行说明，并为红学的“探佚学”分支提供了最直接、最主要的第一手依据。
需要注意的是，“脂本”中的批语未必都署名为“脂砚斋”，还有署名为“畸笏叟”等人的批语。关于这些批语者的身份和实际人数皆有争议，但一般把这些批语统称为“脂批”。
高鹗和程伟元在发行一百二十回《红楼梦》时，并未提及脂批。可能是因程高續作的後四十回多與前八十回脂批相矛盾，故將其全數刪去，直至後世發現了幾個脂評本（如甲戌、己卯、庚辰等本），方知曾有脂批的存在。但也有人认为，在程甲乙本出版之前，《红楼梦》早已风行，若程高二人逕自删去脂批，为何当时的读者并无反应，因此，这些研究者认为脂批晚于程高本出现，纯属后世伪造。